# بول فريمان (ممثل)
بول فريمان (بالإنجليزية: Paul Freeman)‏ (18 يناير 1943) ممثل إنجليزي ولد في بارنيت، هيرتفوردشاير، إنجلترا بدأ مسيرته المهنة عام 1967 .

## روابط خارجية
- بول فريمان على موقع IMDb (الإنجليزية)
- بول فريمان على موقع روتن توميتوز (الإنجليزية)
- بول فريمان على موقع ألو سيني (الفرنسية)
- بول فريمان على موقع أول موفي (الإنجليزية)
- بول فريمان على موقع قاعدة بيانات الأفلام السويدية (السويدية)
- بول فريمان على موقع إن إن دي بي (الإنجليزية)
- بول فريمان على موقع ديسكوغز (الإنجليزية)
- بول فريمان على موقع قاعدة بيانات الفيلم (الإنجليزية)
- بول فريمان على موقع كينوبويسك (الروسية)